# Jean-Baptiste Degreef
Pour les articles homonymes, voir Degreef.
Jean-Baptiste Degreef, né le 15 septembre 1852 à Bruxelles et mort le 19 décembre 1894 à Auderghem, est un artiste peintre belge.

## Liminaire

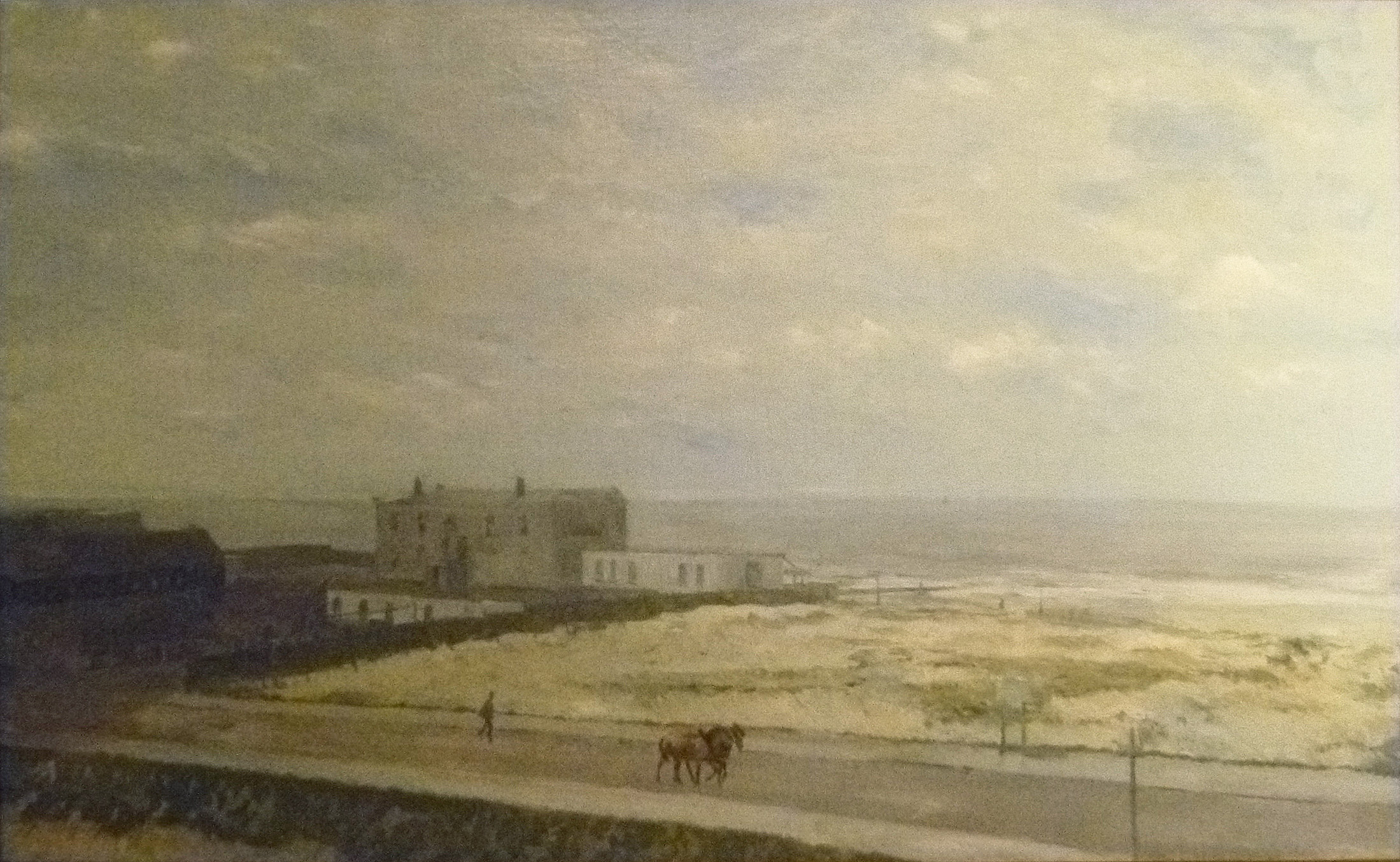
Les Dunes et huitrière près d'Ostende (ca. 1880)

Jean-Baptiste Degreef est par excellence le paysagiste d'Auderghem. Grâce à ses toiles l'image de la commune bruxelloise de ce temps-là fut conservée pour la postérité.

## Biographie

### Famille
Jean-Baptiste Degreef, ou De Greef, né à Bruxelles rue de Bavière no 14 le 15 septembre 1852, est le fils naturel d'Anne Marie De Greef, ouvrière casquettière. Il épouse à Bruxelles le 24 juin 1876 Thérèse Catherine Plisnier, dont il a un fils, Amédée Degreef (1878-1968), également artiste peintre.

### Formation
Il débute comme peintre décorateur. Il suit les cours à l'atelier libre L'Effort et ceux de Joseph van Severdonck et de Paul Lauters à l'Académie de Bruxelles. Il est l'ami de Guillaume Vogels.

### Carrière
Son art est influencé par l'impressionnisme. Il séjourne quelque temps aux Pays-Bas, sur les rives de l'Escaut et de la Meuse. Il s'attache aux aspects subtils et fugitifs de la lumière. Sa touche est franche et spontanée.
Il découvre le Rouge-Cloître dans les années 1870, en compagnie de son aîné Hippolyte Boulenger (1837-1874), fondateur de l'École de Tervueren. Il s'y installe en 1883 et y passe les onze ans dernières années de sa vie. Son talent fut prisé à l'époque, et ne lui permettait pas de subvenir convenablement aux besoins de sa famille. La force de son tempérament et la sensibilité de ses toiles influencèrent de jeunes artistes tels qu'Alfred Bastien (1873-1955) ou Joseph François De Coene (1875-1950). Il s’imprégna de la quiétude du site du Rouge-Cloître pour créer l’impressionnisme autochtone belge.
Il meurt le 19 décembre 1894 à l'ancienne abbaye du Rouge-Cloître, dans le bâtiment qui abrite aujourd'hui le Centre artistique.

## Style et appartenance
Peintre réaliste de paysages et de vues urbaines, Degreef est également musicien.
Il relève de la seconde École de Tervueren et est à l'origine de l'École d'Auderghem.

## Œuvres
Œuvres en possession de l'État et des musées d'Anvers, Bruxelles, Gand, Ostende (MBA), Saint-Josse-ten-Noode (Musée Charlier) et de Tervuren (Musée de l'École de Tervueren).

## Honneurs
La commune a baptisé un square de son nom.

## Expositions
Le Centre du Rouge-Cloître a organisé des expositions sur l'artiste en 1973 et en 1994.